# Чалик Дарина Вікторівна
Дари́на Ві́кторівна Ча́лик (19 серпня 2001) — українська біатлоністка, чотириразова чемпіонка України, чемпіонка і дворазова бронзова призерка зимової Універсіади-2025. Майстер спорту України міжнародного класу (2025).

## Життєпис
Народилася у селі Наумівка, нині Корюківського району Чернігівської області.
Вихованка Чернігівської обласної школи вищої спортивної майстерності. Студентка Національного університету «Чернігівський колегіум» імені Т. Г. Шевченка.
На юніорському чемпіонаті Європи з біатлону 2023 року в Мадоні (Латвія) здобула бронзову медаль у змішаній естафеті.
На зимовій Універсіаді 2025 року в Турині (Італія) виборола дві бронзові медалі з біатлону: в короткій індивідуальній гонці на 12,5 км та у гонці переслідування на 10 км, а також золоту медаль у масовому старті.